# Dębowiec (powiat szczycieński)
Dębowiec (niem. Dembowitz, w latach 1935–1945 Eichenau) – osada leśna w Polsce położona w województwie warmińsko-mazurskim, w powiecie szczycieńskim, w gminie Jedwabno. Miejscowość znajduje się w odległości 2 km od wsi Kot.
Przez miejscowość przepływa rzeka Omulew. Obecnie teren wsi włączony w obręb poligonu wojskowego. Z dawnej zabudowy zachowała się drewniana leśniczówka oraz cmentarz.

## Historia
Dawna wieś czynszowa. Początek istnienia wsi datuje się na 1617 rok. Wówczas dziewięciu wolnych chłopów otrzymało na własność 12 łanów na prawie chełmińskim. Po kilkunastu latach mieszkańców miejscowości zdziesiątkowała epidemia. Ocaleni polegli w trakcie najazdu polsko-tatarskiego w 1656, w wyniku czego wieś opustoszała. Informacje o nowych mieszkańcach pochodzą z 1782, kiedy to w miejscowości było 12 chałup. 
Za panowania Fryderyka Wilhelma II powstała tu szkoła. Dane z 1822 roku podają, iż było tu wówczas dziewięciu chłopów szkatułowych. Urząd sołtysa sprawował w tym okresie Karl Rosteck. W Wigilię Bożego Narodzenia 1860 przeważającą część miejscowości pochłonął pożar. Sytuacja powtórzyła się jeszcze podczas I wojny światowej, ale wtedy spaleniu uległa połowa miejscowości. W 1954 roku miejscowość zniszczono, by utworzyć tam poligon wojskowy.
W latach 1975–1998 miejscowość administracyjnie należała do województwa olsztyńskiego.

## Dobra kultury
- leśniczówka (1925 rok?), która przetrwała w postaci drewnianej chałupy, dawna leśniczówka drewniana z bud. gosp. kamiennym, obiekty obecnej leśniczówki, kanał ulgi, staw młyński, tama, jaz, mosty, fundamenty młyna,
- cmentarz;